# Luis Eduardo Azuola y Rocha
Luis Eduardo de Azuola y Rocha (Bogotá, 17 de octubre de 1764 – Villa del Rosario, 13 de abril de 1821) fue un político, jurista y militar, figura del proceso independentista y constitucional del Nuevo Reino de Granada.
Fue dos veces electo, en 1810 fue firmante del Acta de la Revolución del 20 de julio, y en 1811, uno de los redactores de la Constitución de Cundinamarca, la primera carta constitucional de Hispanoamérica.
Fue designado por el Simón Bolívar como Vicepresidente de la Gran Colombia en marzo de 1821, en reemplazo de Juan Germán Roscio, gravemente enfermo. Falleció de forma repentina el 13 de abril del mismo año, pocos días antes de la instalación del Congreso de Cúcuta.

## Biografía
Provenía de una familia aristocrática española,  hijo de Luis Claudio de Azuola y Prieto y de María Micaela de la Rocha y Carvajal, del mayorazgo vasco de Elgueta; y criollo vinculado al último Zipa muisca.
Sirvió en el Regimiento de Nobles de Madrid hasta el año de 1788, en el cual obtuvo el despacho de capitán.
Regresó a Bogotá, cursó estudios en el Colegio de San Bartolomé y recibió el título de abogado de la Real Audiencia en 1791

### Carrera
En 1786 fue investido como Tesorero General de Bulas de la Santa Cruzada en el Virreinato de la Nueva Granada, encargado de administrar los recursos eclesiásticos derivados de indulgencias, bulas papales y donativos reales.
En 1792, por Real Orden del Consejo de Indias, fue nombrado Contador Ordenador del Tribunal de Cuentas del Virreinato.
Junto a Felipe de Vergara Azcárate fue colaborador del periódico Papel Periódico de Santafé de Bogotá, fundado por Manuel del Socorro Rodríguez. Este semanario, publicado entre 1791 y 1797, fue un medio clave para la expresión de los criollos durante el cambio del Virreinato de la Nueva Granada a la república de Colombia.
Además, fue designado por herencia como Tesorero General del Arzobispado de Bogotá y de la Santa Cruzada.
En reconocimiento a sus servicios en la represión de los levantamientos de Socorro y San Gil durante las tensiones previas al estallido de la independencia, fue nombrado por el virrey como capitán del Regimiento de Milicias de la capital.

### Independencia y constitución

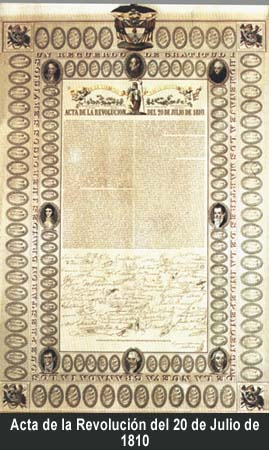
Acta revolucion 20 de julio. Azuola abajo a la derecha

En 1810 renunció a sus cargos en la administración colonial y firmó el Acta de Independencia en el Cabildo extraordinario del 20 de julio, documento fundacional del movimiento emancipador en el Nuevo Reino de Granada.
Posteriormente fue nombrado Secretario de Hacienda del primer gobierno republicano, ejerciendo funciones como Director y Superintendente General de Hacienda.
En 1811, redactó junto con Jorge Tadeo Lozano el primer borrador de la Constitución de Cundinamarca, influido por el constitucionalismo francés, estadounidense y por la Declaración de los Derechos del Hombre y del Ciudadano.

### Persecución y retorno
Enfrentó múltiples persecuciones durante las guerras de independencia. Ya en 1812 había caído prisionero en medio de las luchas civiles entre centralistas y federalistas.
Durante la Reconquista española, fue capturado nuevamente en 1816 por las tropas del general Pablo Morillo. Un consejo de guerra en Santafé lo condenó a muerte, pero la pena fue conmutada por diez años de presidio en la fortaleza de Omoa, en Honduras.
El 7 de agosto de 1817, la Real Audiencia de Santafé lo declaró comprendido en el indulto general concedido por Fernando VII. Ese mismo año, el Consejo de Indias ratificó su liberación mediante una carta especial, reconociendo los servicios prestados a la corona durante su cautiverio.
Finalmente, el gobernador de Cartagena ordenó su liberación y regresó a Santafé.

## Vicepresidencia de la Gran Colombia
En 1821, tras el agravamiento del estado de salud de Juan Germán Roscio, entonces vicepresidente de la Gran Colombia, Simón Bolívar designó personalmente a Azuola como su reemplazo en el ejercicio del poder ejecutivo, mediante una carta fechada en Trujillo el 9 de marzo de 1821:

“Bien cierto de que no aceptaré más la presidencia: primero, porque estoy cansado de mandar; segundo, porque estoy cansado de que se me atribuyan miras de ambición; tercero, porque el mundo creerá que no hay quien sirva en este país para tal magistratura; cuarto, porque yo no sirvo sino para militar; quinto, porque el gobierno estará siempre en orfandad, como ha estado hasta ahora, no hallándome con disposición alguna para desempeñar sus funciones; sexto, porque mejor sirvo yo en los departamentos a la cabeza de las tropas sosteniendo al gobierno; séptimo, porque es necesario que yo pacifique a Venezuela y haga una visita a Quito; últimamente, porque estoy resistido, y si me fuerzan, desisto.”

Bolívar no solo renunciaba a la presidencia por convicción, sino que le encargaba a Azuola impedir activamente que el Congreso volviera a designarlo. En la misma carta, lo instruye a comunicar esta resolución a todos sus aliados y representantes:

“Suplico a Vd. comunique este artículo de mi carta a todos mis amigos, para que en el congreso se esfuercen en impedir que se me vuelva a nombrar presidente. Bien entendido que yo no seré más presidente, y que si, a mi pesar, me nombran, estaré siempre ausente de la capital, o siempre enfermo.”

## Pensamiento
Fue una figura destacada del movimiento ilustrado en el Virreinato de la Nueva Granada. Participó activamente en la difusión de las ideas modernas y en la construcción de instituciones civiles que buscaban modernizar la estructura colonial desde dentro.
Fue partícipe en la fundación de las primeras logias de la masonería en el Nuevo Reino de Granada, vinculadas al pensamiento racionalista y al republicanismo naciente. En el seno de estas logias mantuvo vínculos estrechos con otros patriotas y reformistas como Antonio Nariño, Camilo Torres Tenorio y José María Carbonell. Alcanzó el grado 33 del Rito Escocés Antiguo y Aceptado, asociado al título simbólico de Caballero Rosacruz.
Además, fue uno de los fundadores de la Sociedad Económica de Amigos del País en Bogotá, institución destinada al fomento de la educación, la agricultura, la industria y el comercio, inspirada en las ideas del reformismo borbónico y en modelos similares de la Ilustración española.

### Fallecimiento

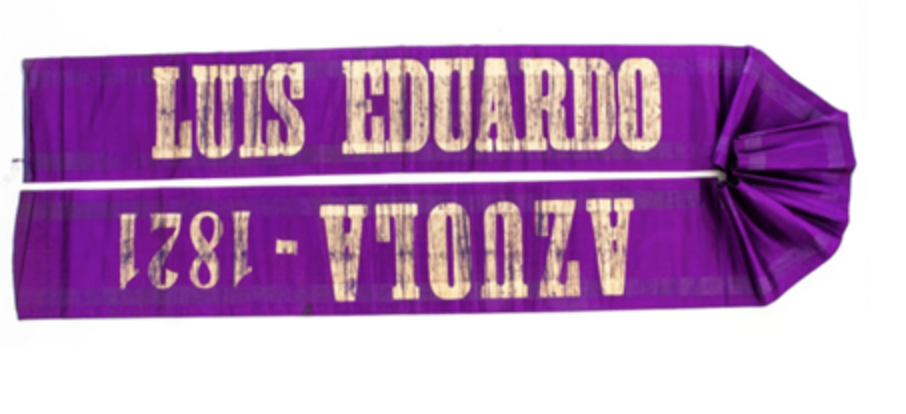
Cinta Funebre de Luis Eduardo Azuola

Falleció el 13 de abril de 1821 en Villa del Rosario, pocos días antes de la instalación del Congreso Constituyente.
Un retrato suyo, obra de Pablo Caballero de 1793, se conserva en el Museo de la Independencia – Casa del Florero y su cinta fúnebre también se encuentra en dicha institución.